# Intersexophobie
L'intersexophobie, aussi appelée interphobie, intersexisme, endosexisme, périsexisme, intersexphobie, intersesmie, ou dyadisme est la discrimination, aversion envers l'intersexuation ainsi que l'attitude hostile à l'égard des personnes intersexes,,. Cela englobe donc les préjugés et les discriminations, et cela peut se manifester par de la peur, de la haine, du harcèlement, de la violence ou encore de la désapprobation intellectuelle intolérante envers l'ensemble de la communauté intersexe.
Les Nations unies, la Commission africaine des droits de l'homme et des peuples, le Conseil de l'Europe, la Commission interaméricaine des droits de l'homme et d'autres institutions des droits de l'homme ont appelé les pays à interdire la discrimination et à combattre la stigmatisation.  Jusqu'à présent, peu de pays protègent les personnes intersexuées contre la discrimination.

## Forme de violences
Il existe six formes de violences selon le collectif activiste intersexe OII :
- le déni complet de l'existence des personnes intersexes
- la relativisation des chiffres et le fait d'extraire les personnes intersexes de tout raisonnement sur la sexuation humaine
- les définitions fantaisistes, exotisantes et nuisibles
- les pratiques médicales mutilantes
- la caractérisation des variations, et des personnes, intersexes comme des anomalies à éliminer
- le fétichisme

Il existe d'autres formes de violences comme l'infanticide, l'abandon et la négligence des enfants intersexués. Les personnes intersexuées sont victimes de discrimination dans l'éducation, l'emploi, les soins de santé, le sport, avec un impact sur la santé mentale et physique et sur les niveaux de pauvreté, notamment en raison de pratiques médicales néfastes.

## Conséquences
L'intersexophobie peut avoir de graves conséquences telles que le harcèlement, une mauvaise prise en charge médicale, des difficultés à l'emploi, des discriminations quotidiennes ou encore des mutilations.

## Juridique
Comme chaque individu, les personnes intersexes peuvent être transgenre et/ou non-binaires.
Une étude clinique de 2012 suggère qu'entre 8,5 et 20 % des personnes présentant des conditions intersexuées peuvent souffrir de dysphorie de genre, tandis que des recherches sociologiques en Australie, un pays avec une troisième classification sexuelle « X », montrent que 19 % des personnes nées avec des troubles atypiques caractéristiques sexuelles ont choisi une option « X » ou « autre », tandis que 52 % sont des femmes, 23 % des hommes et 6 % incertains,.
Selon la juridiction, l'accès à tout certificat de naissance peut être un problème, y compris un certificat de naissance avec un marqueur de sexe.

## Droit à la vie
Les personnes intersexuées sont confrontées à la désélection génétique via les interruptions de grossesse et le diagnostic génétique préimplantatoire , ainsi qu'à l'abandon, à la négligence, à l'infanticide et au meurtre en raison de leurs caractéristiques sexuelles .
En 2015, le Conseil de l'Europe a publié un document thématique sur les droits de l'homme et les personnes intersexuées , remarquant :
Le droit à la vie des personnes intersexuées peut être violé par une "sélection du sexe" et un "diagnostic génétique préimplantatoire, d'autres formes de tests et une sélection pour des caractéristiques particulières" discriminatoires. Cette désélection ou ces avortements sélectifs sont incompatibles avec les normes éthiques et des droits de l'homme en raison de la discrimination perpétrée à l'encontre des personnes intersexuées sur la base de leurs caractéristiques sexuelles.

## L'intersexophobie dans le sport
L'intersexophobie est particulièrement présente dans le sport ou les critères d'admissibilité contraignent les personnes intersexes à modifier leur anatomie et leur fonctionnement physiologique pour se plier aux normes des compétitions. Les athlètes intersexes se voient imposés des "tests de féminité" ou des "tests de masculinité" calqué sur les moyennes hormonales des personnes dyadiques. Leurs identités de genre et leurs orientations romantico-sexuelles sont sans cesse remises en question par méconnaissance des sujets LGBTI.
L'affaire de l'athlète Caster Semenya est une référence en ce qui concerne l'intersexophobie dans le sport. Le tribunal du sport a rejeté le recours de l'athlète contre le règlement de la fédération internationale d'athlétisme, ce recours consistait à demander la hausse du taux de testostérone règlementaire pour les athlètes hyperandrogènes.

## L'intersexophobie dans le parcours scolaire
Une enquête sociologique australienne menée auprès de 272 personnes intersexes, publiée en 2016, a révélé que 18% des répondants (contre une moyenne australienne de 2%) n’ont pas terminé leurs études secondaires, le décrochage scolaire coïncidant avec des interventions médicales pubertaires, du harcèlement sur la base de caractéristiques physiques et d’autres facteurs. Un reportage kenyan suggère des taux élevés de décrochage scolaire, l’organisation Gama Africa rapportant que 60% des 132 personnes intersexes connues avaient abandonné l’école « en raison du harcèlement et du traitement qu’elles recevaient de leurs pairs et de leurs enseignants ».
L’étude australienne a révélé que les écoles manquaient de services inclusifs tels que des programmes d’éducation sexuelle et de puberté pertinents et des conseils, par exemple, ne représentant pas une gamme complète de diversité corporelle humaine. Seulement un quart des répondants se sentaient positifs quant à leurs expériences scolaires, la scolarité coïncidait avec la divulgation d’une condition intersexuée, associée à des risques de bien-être, et le décrochage scolaire a culminé « au cours des années les plus associées à la puberté et aux interventions d’hormonothérapie ».

## Mutilations
La forme la plus concrète d'intersexophobie réside dans les mutilations notamment génitales que peuvent subir les personnes intersexes et ce, dès la naissance. Il n'est pas rare que des pratiques mutilantes soit infligées aux enfants intersexes afin de les faire correspondre aux normes dyadiques attendues. Ces mutilations ont de lourdes conséquences sur la santé physiques et psychologiques des enfants mutilés,,.
Les justifications de l’intervention médicale se concentrent souvent sur la détresse parentale ou problématisent l’identité de genre et la sexualité futures, et des jugements subjectifs sont portés sur l’acceptabilité du risque de dysphorie de genre future. Les professionnels de la santé ont traditionnellement considéré que les pires résultats après la reconstruction génitale dans la petite enfance se produisent lorsque la personne développe une identité de genre discordante avec le sexe assigné en bas âge. Les institutions des droits de l’homme remettent en question des approches telles que le fait d’être « éclairées par des constructions sociales redondantes autour du genre et de la biologie ».

## Lutte contre l'intersexophobie
Le collectif intersexe activiste lutte contre l'intersexophobie en France et propose également des formations afin de se former à l'inclusion des personnes intersexes dans la société.